# Fortimesus scabriusculus
Fortimesus scabriusculus är en kräftdjursart som först beskrevs av Yakov Avadievich Birstein 1960.  Fortimesus scabriusculus ingår i släktet Fortimesus och familjen Ischnomesidae. Inga underarter finns listade i Catalogue of Life.